# 油竹坝石桥
油竹坝石桥，位于中国广东省河源市和平县优胜镇，为河源市和平县的一个县级文物保护单位，类型为古建筑，公布时间为1986年9月。
油竹坝石桥的历史年代为清乾隆。